# Causeway
Pour le mot anglais « causeway » désignant une chaussée, voir Chaussée (terre-plein).
Pour plus de détails, voir Fiche technique et Distribution.
Causeway est un film américain réalisé par Lila Neugebauer (en), sorti en 2022.
Il est présenté au festival international du film de Toronto 2022.

## Synopsis
Une militaire américaine souffre d'un traumatisme crânien qui entraîne son retour de la guerre d'Afghanistan : elle s'adapte mal à la vie dans son pays et attend son redéploiement sur le terrain du conflit.

## Fiche technique
Sauf indication contraire, les informations mentionnées dans cette section peuvent être confirmées par la base de données cinématographiques IMDb,  présente dans la section « Liens externes ».
- Titre original : Causeway
- Réalisation : Lila Neugebauer (en)
- Scénario : Luke Goebel, Ottessa Moshfegh et Elizabeth Sanders
- Musique : Alex Somers
- Direction artistique : Matthew Gatlin	et Timothy Stuart Hildebrandt
- Décors : Jack Fisk
- Costumes : Heidi Bivens
- Photographie : Diego García
- Son : Chris Chae et Skip Lievsay[1]
- Montage : Robert Frazen (en) et Lucian Johnston
- Production : Jennifer Lawrence et Justine Polsky
- Production déléguée : Joshua Bachove, Kirk Michael Fellows, Jacob Jaffke, Sophia Lin, Lila Neugebauer et Christopher Surgent
- Sociétés de production : A24, Excellent Cadaver et IAC Films
- Société de distribution : Apple TV+
- Budget : n/a
- Pays de production :  États-Unis
- Langue originale : anglais, Langue des signes américaine
- Format : couleur
- Genre : drame psychologique, guerre
- Durée : 92 minutes
- Dates de sortie :
  - États-Unis : 10 septembre 2022 (Festival international du film de Toronto) ; 4 novembre 2022 (Apple TV+)

## Distribution
- Jennifer Lawrence (VF : Kelly Marot) : Lynsey
- Brian Tyree Henry (VF : Daniel Njo Lobé) : James
- Linda Emond (VF : Josiane Pinson) : Gloria
- Jayne Houdyshell (VF : Denise Metmer) : Sharon
- Stephen McKinley Henderson (VF : Frantz Confiac) : Dr Lucas
- Russell Harvard : Justin
- Neal Huff : le neuropsychologue
- Will Pullen
- Han Soto : Tim Stuart

## Production

### Développement
En avril 2019, on annonce que Jennifer Lawrence et Brian Tyree Henry sont engagés à un film dramatique sans titre, avec Lila Neugebauer (en) en tant que réalisatrice et Elizabeth Sanders, scénariste. Jennifer Lawrence, Justine Polsky, Eli Bush et Scott Rudin sont producteurs sous leurs sociétés Excellent Cadaver et IAC Films, et A24 pour la distribution du film,.
En avril 2021, à la suite d'allégations de mauvais traitement, le producteur Scott Rudin est retiré du projet. Le 30 décembre de la même année, le Writers Guild of America propose d'achever le scénario avec Elizabeth Sanders et le tandem Ottessa Moshfegh et Luke Goebel.

## Accueil

### Sorties et festival
En juillet 2022, on annonce qu'Apple TV+ va distribuer le film,. Le film est présenté en avant-première, le 10 septembre de la même année, au Festival international du film de Toronto. Il sort dans les salles de cinéma, ainsi que sur Apple TV+, le 4 novembre 2022.

## Distinction

### Nomination
- Oscars 2023 : meilleur acteur dans un second rôle pour Brian Tyree Henry